# Großdorbusch
Großdorbusch ist ein Ortsteil von Heiligenhaus in der Stadt Overath im Rheinisch-Bergischen Kreis in Nordrhein-Westfalen, Deutschland.

## Lage und Beschreibung
Der von Feldern und Wald umgebene Ortsteil Großdorbusch befindet sich an der Grenze zum Rhein-Sieg-Kreis. Er ist über die Durbuscher Straße zu erreichen, die zwischen Durbusch und Heiligenhaus verläuft, eine Verlängerung der Hohkeppler Straße (Landesstraße 84). Orte in der Nähe sind Kleinschwamborn und Dahlhaus.

## Geschichte
Großdorbusch gehört zu den ältesten der bekannten Ortslagen Overaths. Bereits für das 13. Jahrhundert lassen sich hier Heindenricus und Ludewicus de silva Durbus nachweisen. Der Ortsname ist möglicherweise eine Form von Dornbusch.
Carl Friedrich von Wiebeking benennt die Hofschaft auf seiner Charte des Herzogthums Berg 1789 als Dorbusch. Aus ihr geht hervor, dass der Ort zu dieser Zeit Teil der Honschaft Heiliger im Kirchspiel Overath war.
Der Ort ist auf der Topographischen Aufnahme der Rheinlande von 1817 als Gr. Dorbusch verzeichnet. Die Preußische Uraufnahme von 1845 zeigt den Wohnplatz unter dem Namen Dorbusch. Die Preußische Neuaufnahme von 1892 zeigt  den Ort als Gr. Dorbusch. Auf Messtischblättern ist er später regelmäßig als Großdorbusch verzeichnet.
Die Region gehörte bis Anfang des 19. Jahrhunderts zum Herzogtum Berg, das zuletzt im Besitz des Herzogs Maximilian IV. von Bayern war. Aufgrund eines Tauschvertrags kam das Gebiet 1806 in den Machtbereich Napoleons und damit zum Rheinbundstaat Großherzogtum Berg. Aufgrund der auf dem Wiener Kongress vereinbarten Neuordnung der Territorien kam die Region 1815 zum Königreich Preußen und wurde der Bürgermeisterei Overath im Kreis Mülheim am Rhein und dem Regierungsbezirk Köln zugeordnet.
Im Jahr 1822 lebten elf Menschen im als Pachtgut kategorisierten und als Durbusch bezeichneten Ort. Für das Jahr 1830 werden für den als Durbusch bezeichneten Ort 14 Einwohner angegeben. Der 1845 laut der Uebersicht des Regierungs-Bezirks Cöln als Pachtgut kategorisierte und Dorbusch bezeichnete Ort besaß zu dieser Zeit ein Wohngebäude mit elf Einwohnern, alle katholischen Bekenntnisses. Die Liste Einwohner und Viehstand von 1848 zählt ebenso elf Einwohner. Dem Wittib Anton Lindner dortselbst, Ackerer und Pächter, Vorstand einer fünfköpfigen Familie, werden 2 Pferde, 10 Kühe, 3 Rinder, 3 Kälber, 15 Schweine zugerechnet.
Die Gemeinde- und Gutbezirksstatistik der Rheinprovinz führt Grossdorbusch 1871 mit einem Wohnhaus und zehn Einwohnern auf. Im Gemeindelexikon für die Provinz Rheinland von 1888 werden für Groß Dorbusch ein Wohnhaus mit acht Einwohnern angegeben. 1895 besitzt der Ort ein Wohnhaus mit zehn Einwohnern, 1905 werden ein Wohnhaus und sieben Einwohner angegeben. Der Hausnummerierungskataster von 1907 verzeichnet in Großdorbusch ein Haus im Besitz der Gräfin v. Nesselrode mit dem Bewohner Johann Lüdenbach.